# 중앙즉응집단
중앙즉응집단(中央即応集団 주우소쿠오슈단[*], 영어: JGSDF Central Readiness Force)는 육상자위대의 방위대신 직할 기동전부대이다.
미국 육군의 스트라이커 여단전투단을 모델로 2007년 3월 28일 아사카 주둔지에서 창설하였다. 평화유지 등의 해외 파견을 주요 업무로 하여 유엔 결의에 따라 파견 명령을 하달받으면, 상비된 컨테이너를 C-130 등의 수송기에 싣고 현지에 전개한다.

## 역사
육상자위대의 작전 부대와 전문 부대를 중앙 관리하며 게릴라나 테러 등의 불시에 일어난 사태에 신속히 대응하기 위한 목적으로, 국제 활동을 주 임무로 두고 2007년 3월 28일에 창설되었다. 제1공정단, 제1헬리콥터단, 특수작전군, 제101특수무기방호대가 예하 부대로 재편하였다. 그리고 도쿄도 네리마구에 있는 아사카 주둔지에서 3월 31일에 공식적으로 창설 기념식을 거행하여 언론에 첫 공개되었다.
2007년 4월 1일, 유엔 네팔 임무(UNMIN) 지원에 6명이 차출되어 해외로 파견되었다. 일본의 첫 해외 파견이다. 7월 24일, 자위대원 24명이 이스라엘과 시리아의 정전감시를 위한 UN 평화유지군의 일원으로서 중앙아시아의 골란고원에 유엔 정전감시군(UNDOF)으로 파견되었다. 이들은 생필품 보급과 도로 보수 등의 후방 지원업무를 수행한다.
2008년 3월 26일, 신속대응부대 성향의 중앙즉응연대와 화생방 방호부대인 중앙 특수 무기 방호대와 특수 무기 대응 의무대가 창설되었다.
2011년 1월 15일, 유엔 네팔 임무(UNMIN) 지원이 종료되어 파견인원 6명 모두 복귀하였다. 4월 27일, 후쿠시마 제1 원자력 발전소 사고에 대처하기 위해 450여명의 병력이 투입되었다. 나머지는 예측불가능한 상황에 대처하기 위해 후쿠시마현에 주둔하고 있다. 이들은 원자력 발전소를 기준으로 반경 20km이내의 경계구역을 형성하고 일시적으로 귀가하는 민간인에게 방사능 피폭 및 오염 여부를 맡게 된다.
2012년 9월 유엔 동티모르 통합임무(UNMIT) 지원 종료에 따라 4차 파견인원이 모두 복귀하였다.
2013년 1월 5일, 유엔 교전중지 감시군(UNDOF) 지원 임무와, 3월 15일에는 유엔 아이티 안정화 미션(MINUSTAH)가 종료되었다. 3월 26일에 사령부와 예하 부대가 자마 주둔지로 이전을 끝마쳤다.
2009년 연말에 방위계획 대강에 반영되는 계획안은 7월 29일에 발표된 언론보도에 의하면, 방면대를 효율적으로 지휘 통제하기 위해 신설될 육상총대의 직할 배속부대로 재편될 예정이었다. 그러나, 7월 31일에 다시 계획안이 수정되어 중앙즉응집단을 해체하면서 예하에 있던 배속부대를 육상총대에 배속하고, 대신 국제즉응집단을 창설하는 방향으로 바뀌었다.
2018년 3월 26일, 육상총대가 정식적으로 창설되자, 중앙즉응집단은 해체되고 모든 인원은 육상총대로 옮겨갔다.

## 구조

### 사령부
- 간부
  - 지휘관 - 육장
  - 국내 작전 부장 - 육장보
  - 국외 작전 부장 - 육장보
  - 참모장 - 1육좌
  - 부참모장 - 1육좌 2명
- 부서
  - 인사부 (G-1)
  - 정보부 (G-2)
  - 방위부 (G-3)
  - 후방보급부 (G-4)
    - 총무과
    - 회계과
    - 통신과
    - 민생협력과

  - 보도관
  - 의무관
  - 감찰관
  - 법무관

### 부대
- 사령부 - 가나가와현 자마 주둔지 (~ 230 명)
- 제1공정단 - 지바현 나라시노시 나라시노 주둔지 (~ 1,900명)
- 제1헬리콥터단 - 지바현 기사라즈시 기사라즈 주둔지 (~ 900명)
- 중앙즉응연대 - 도치기현 우쓰노미야시 오츠노미야 주둔지 (~ 700명)
- 특수작전군 - 지바현 나라시노시 나라시노 주둔지 (~ 300명)
- 중앙특수무기방호대 - 사이타마현 오미야구 오미야 주둔지 (~ 155명)
  - 제102특수무기방호대
  - 제103특수무기방호대
- 대특수무기위생대 - 사이타마현 아사카시 아사카 주둔지 (~ 70명)
  - 제101대특수무기치료대
  - 제102대특수무기치료대
- 국제활동교육대 - 시즈오카현 고텐바시 고마카도 주둔지 (~ 80명)
- 국제평화협력활동파견부대
  - DGPE - 대해적 진압을 위한 항공자위대 전개
  - UNMISS (남수단)

## 참고
1. ↑  정승욱, 김청중 (2007년 3월 24일). “일본 내주 신속대응軍 창설”. 세계일보. 2011년 5월 7일에 확인함.
2. ↑  “일본 자위대 신속대응전력 대폭 증강” (PDF). 국방홍보원. 2007년 4월 5일. 2019년 7월 13일에 원본 문서 (PDF)에서 보존된 문서. 2011년 5월 4일에 확인함.
3. ↑  김철훈 (2007년 8월 24일). “日자위대 특수부대 첫 번째 해외파견”. 한국아이. 2011년 5월 18일에 확인함.
4. ↑  김병륜 (2008년 4월 3일). “日 자위대 편제 대개편”. 국방일보. 2011년 5월 13일에 확인함.[깨진 링크(과거 내용 찾기)]
5. ↑  “戦車、消防車を撤収へ　福島原発事故で防衛省”. 산케이뉴스. 2011년 4월 27일. 2011년 4월 30일에 원본 문서에서 보존된 문서. 2011년 5월 12일에 확인함.
6. ↑  박홍기 (2009년 7월 31일). “일본 육상자위대 50년 만에 대개편”. 서울신문. 2011년 5월 12일에 확인함.